# Tipula comstockiana
Tipula comstockiana är en tvåvingeart som beskrevs av Alexander 1947. Tipula comstockiana ingår i släktet Tipula och familjen storharkrankar. Inga underarter finns listade i Catalogue of Life.